# Spanioptila codicaria
Spanioptila codicaria är en fjärilsart som beskrevs av Edward Meyrick 1920. Spanioptila codicaria ingår i släktet Spanioptila och familjen styltmalar. Inga underarter finns listade i Catalogue of Life.